# Dendronephthya annectens
Dendronephthya annectens är en korallart som beskrevs av Sherriffs 1922. Dendronephthya annectens ingår i släktet Dendronephthya och familjen Nephtheidae. Inga underarter finns listade i Catalogue of Life.